# Bergleute
Les Bergleute sont des créatures fantastiques du folklore germanique, décrits comme des nains. Ils sont mentionnés dès le XVIe siècle, en Allemagne, dans les mines de diamant.

## Apparence et mœurs

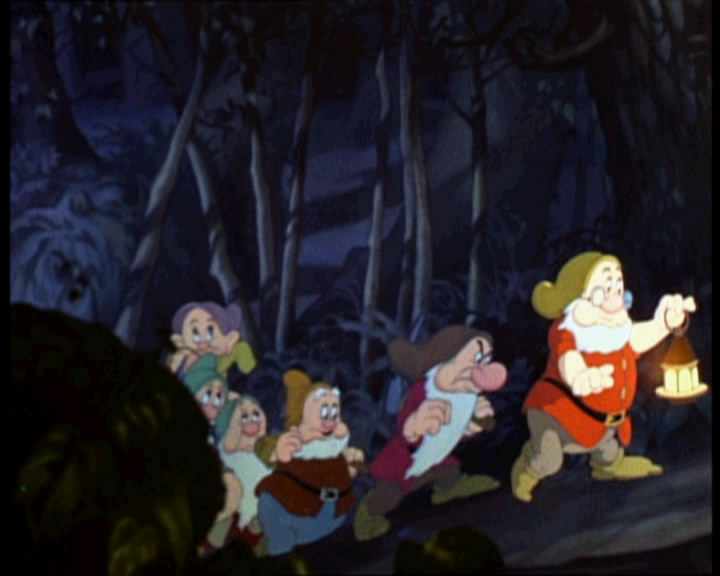
Les Sept Nains de Blanche-Neige dans le film de Walt Disney.

Les Bergleutes (appelés aussi « petit peuple de la montagne » et « petits hommes de la montagne », ou Bergmännchen) sont apparus pour la première fois dans le folklore germanique, mais se sont rapidement répandus dans tout le folklore d'Europe de l'Ouest. Ils y sont décrits comme un peuple de nains mineurs.
Ils sont gais, généreux, pacifiques et travailleurs. Ils prennent notamment soin des animaux blessés, des vagabonds et des enfants perdus dans la forêt. Comme les nains de Blanche-Neige, ils vivent en communauté dans de jolies chaumières forestières, situées près de la mine où ils travaillent. On signale leur présence principalement au XVIe siècle, près des mines de diamant. Leur petite taille permet à ces nains de travailler dans les galeries minières : c'est pourquoi ils sont extrêmement liés aux minéraux et minerais enfouis dans la montagne. Ils peuvent ressentir les émotions des roches, des végétaux et des animaux, et dialoguer avec eux. La légende dit qu'un jour, un Bergleut nommé « Nickel » baptisa de son nom un minerai auquel il était très attaché.

## Symbolique
En général, les Bergleutes symbolisent le bon samaritain, l'adulte protecteur animé de bonnes intentions, voir les parents, à l'inverse du Grand méchant loup, de la belle-mère et de l'ogre qui représentent les adultes pervers, et le risque couru par les enfants imprudents. Les Bergleutes bienveillants sont un contrepoint aux créatures de petite taille malveillantes comme les gobelins, et aux monstres prédateurs de toute sorte, comme les orknéas.